# Klaus Hülsenbeck
Klaus Hülsenbeck (* 2. August 1958) ist ein deutscher Politiker (CDU) und Fußballschiedsrichter. Er war von 2014 bis 2020 Bürgermeister der sauerländischen Mittelstadt Marsberg.

## Leben
Klaus Hülsenbeck besuchte die Grundschule in Messinghausen (inzwischen zu Brilon gehörend), das Gymnasium Petrinum Brilon und danach die Höhere Handelsschule in Brilon. Er studierte an einer Fachhochschule und einer Verwaltungsakademie und hat Abschlüsse als Diplom-Verwaltungswirt (FH) und Diplom-Kommunalwirt.
Er leitete das Haupt- und Personalamt in Brilon und war in Marsbergs Nachbarstadt Stadtkämmerer.
Klaus Hülsenbeck ist verheiratet und hat einen Sohn.

## Schiedsrichter
Für Fortuna Messinghausen ist er Fußballschiedsrichter. Als Schiedsrichter wurde er in der Oberliga Westfalen und der Regionalliga West/Südwest eingesetzt. Im DFB-Pokal 1991/92 pfiff er das Erstrundenspiel zwischen dem SC Neukirchen und dem Halleschen FC. In Spielen der deutschen Bundesliga war er Linienrichter, für den Deutschen Fußball-Bund ist er Schiedsrichterbeobachter und Coach für die Regionalliga und die Junioren-Bundesliga.

## Bürgermeisteramt
2009 war er der Bürgermeisterkandidat der CDU für Brilon, verlor die Wahl am 30. August 2009 jedoch gegen den SPD-Amtsinhaber Franz Schrewe. Nachdem der Bürgermeister Marsbergs Hubertus Klenner zur Bürgermeisterwahl 2014 aus gesundheitlichen Gründen nicht mehr antrat, wurde Klaus Hülsenbeck von der CDU im Dezember 2013 als Kandidat aufgestellt. Hülsenbeck gewann die Wahl am 25. Mai 2014 mit 52,47 Prozent der gültigen Stimmen. Zur Kommunalwahl 2020 tritt er nicht mehr an. Sein Nachfolger in Marsberg wurde Thomas Schröder (CDU).